# Пелікан-Бей (Флорида)
Пелікан-Бей (англ. Pelican Bay) — переписна місцевість (CDP) в США, в окрузі Колльєр штату Флорида. Населення — 6660 осіб (2020).

## Географія
Пелікан-Бей розташований за координатами 26°14′6″ пн. ш. 81°48′37″ зх. д. / 26.23500° пн. ш. 81.81028° зх. д. (26.234887, -81.810215).  За даними Бюро перепису населення США в 2010 році переписна місцевість мала площу 8,66 км², з яких 7,63 км² — суходіл та 1,03 км² — водойми.

## Демографія
Згідно з переписом 2010 року, у переписній місцевості мешкало 6346 осіб у 3611 домогосподарстві у складі 2431 родини. Густота населення становила 733 особи/км².  Було 6483 помешкання (748/км²).
Расовий склад населення:
| - 98,8 % — білих - 0,8 % — азіатів - 0,1 % — чорних або афроамериканців |

До двох чи більше рас належало 0,2 %. Частка іспаномовних становила 1,0 % від усіх жителів.
За віковим діапазоном населення розподілялося таким чином: 2,3 % — особи молодші 18 років, 25,1 % — особи у віці 18—64 років, 72,6 % — особи у віці 65 років та старші. Медіана віку мешканця становила 71,2 року. На 100 осіб жіночої статі у переписній місцевості припадало 84,7 чоловіків;  на 100 жінок у віці від 18 років та старших — 84,8 чоловіків також старших 18 років.
Середній дохід на одне домашнє господарство  становив 170 813 долари США (медіана — 104 806), а середній дохід на одну сім'ю — 201 025 доларів (медіана — 133 462). За межею бідності перебувало 1,7 % осіб, у тому числі 0,0 % дітей у віці до 18 років та 1,4 % осіб у віці 65 років та старших.
Цивільне працевлаштоване населення становило 932 особи. Основні галузі зайнятості: фінанси, страхування та нерухомість — 29,5 %, науковці, спеціалісти, менеджери — 24,0 %, оптова торгівля — 11,4 %, освіта, охорона здоров'я та соціальна допомога — 11,4 %.